# TVBS

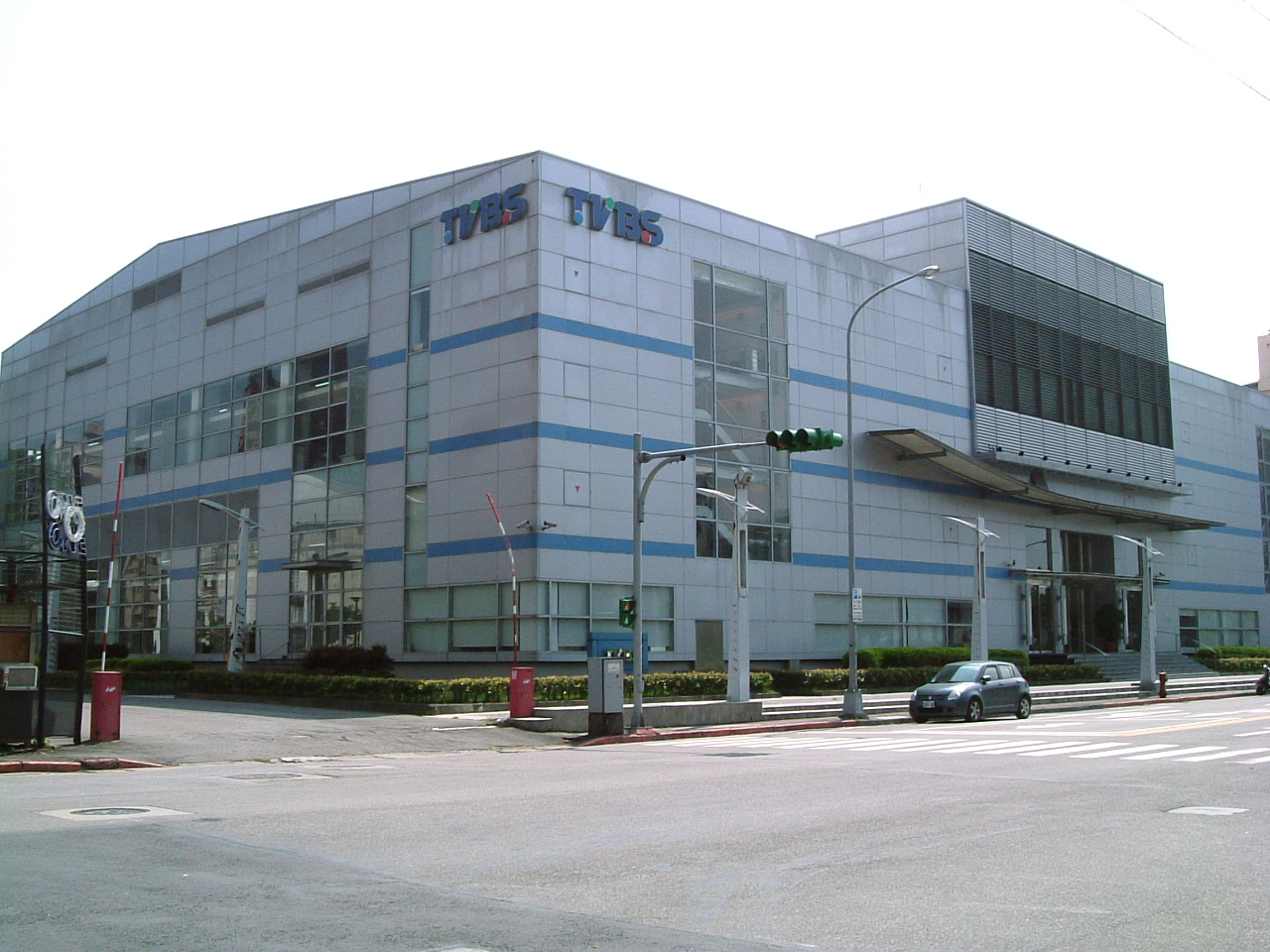
Будівля TVBS в районі Наньган у місті Тайбей

TVBS Media Inc. (кит. трад. 聯利媒體股份有限公司, піньїнь: Lián Lì Méi Tǐ Gǔ Fèn Yǒu Xiàn Gōng Sī), раніше Liann Yee Production Co., Ltd. (кит. трад. 聯意製作股份有限公司, піньїнь: Lián Yì Zhì Zuò Gǔ Fèn Yǒu Xiàn Gōng Sī) — тайванська комерційна телевізійна компанія. Спочатку вона була створена як спільне підприємство між TVB у Гонконзі та Era Group у Тайвані, але у 2005 році TVB придбали акції Era в компанії. Пізніше TVB продали всі свої акції компанії голові корпорації HTC Шер Ван. Станом на 2019 рік TVBS керує чотирма внутрішніми каналами та одним міжнародним каналом: TVBS, головним каналом; TVBS News, цілодобовий канал новин; TVBS Entertainment, де показують естрадні та драматичні серіали; TVBS E! (раніше TVB8), альтернативний канал, доступний на платформі CHT MOD IPTV; і TVBS Asia, доступні за межами Тайваню.

## Історія
Флагманський канал компанії, TVBS, розпочав трансляцію через супутникове DTH та місцеві кабельні системи 28 вересня 1993 року. Назва спочатку означала «TVB Superchannel», тоді як його китайська назва була Wuhsien Weihsing Tienshiht'ai (кит. трад. 無線衛星電視台, піньїнь: Wúxiàn Wèixīng Diànshìtái). Спочатку це було частиною так званої «Банди п'яти», яка була консорціумом, створеним для конкуренції зі Star TV по всій Азії (іншими членами групи були CNN International, HBO, ESPN International [з азіатськими операціями] та Australian Broadcasting Corporation [з Australia Television International]). Канали консорціуму спочатку транслювалися через супутник Palapa, але пізніше також були додані до супутника Apstar. Пізніше TVBS запустили міжнародну версію під назвою TVBS Asia у 1997 році, а TVB запустили окремі супутникові канали, орієнтовані на Східну та Південно-Східну Азію в 1998 році.
Як перша приватна телерадіокомпанія, вона зруйнувала десятирічну олігополію трьох державних наземних телевізійних станцій на тайванському ринку.
TVBS Media була першою тайванською телерадіокомпанією, яка перейшла на формат Full HD, від зйомок до виробництва і трансляції. Вона першою запровадила 4K-камери в парі з об'єктивами кінематографічної якості для зйомок і виробництва своїх драм, програм і новинних спецрепортажів.

## Канали TVBS
TVBS працює з десятьма каналами:
- TVBS
- TVBS Entertainment Channel
- TVBS-NEWS
- TVBS-Asia
- TVBSAsia2
- TVBS AsiaE
- TVBS Sports
- TVBS World
- TVBS World News
- TVBS World Travel

## Скандали
- Голова Урядового інформаційного офісу (GIO) Тайваню Пасуя Яо стверджує, що TVBS порушили закони Тайваню про медіавласність, які вимагають, щоб іноземні юридичні особи не володіли безпосередньо контрольними пакетами акцій місцевих супутникових каналів. 1 листопада 2005 року було оголошено про штраф у розмірі 1 мільйона нових тайваньських доларів проти TVBS і зобов'язано дотримуватись правил власності в практичний термін, після чого TVBS оскаржила рішення Яо до Виконавчого Юаня. TVBS заявили, що TVB, телевізійна компанія в Гонконзі, тримає більшість у власності місцевої юридичної особи. Виконавчий Юань оголосив, що моделі власності TVBS є законними, і GIO зобов'язана повернути штраф.
- Інцидент з бітумною качкою (瀝青鴨事件): стався 29 грудня 2006 року. Незважаючи на те, що TVBS вибачилися, інцидент уже завдав шкоди галузі вирощування качок[2].
- Інцидент із відеоплівкою Чоу Чен-пао (周政保影帶事件): стався 26 березня 2007 року[3][4]. 30 березня NCC оштрафували TVBS на загальну суму два мільйони нових тайванських доларів і вимагали від TVBS замінити генерального директора[5].